# La Coûme
La Coûme ist der Name einer ab dem Spätherbst 1933 in den Pyrenäen aufgebauten Exil-Schule für junge deutsche Flüchtlinge. Sie ist benannt nach dem Anwesen, auf dem sie entstanden ist, Mas de la Coûme. Ihre Gründer waren – mit Unterstützung der englischen Quäker – das Ehepaar Pitt und Yvès Krüger, nachdem Pitt Krüger 1933 aus dem deutschen Schuldienst entlassen und zur Emigration gezwungen worden war. Zunächst als Einrichtung geplant, die jungen deutschen Flüchtlingen zu einer landwirtschaftlichen Ausbildung verhelfen sollte, wurde La Coûme später in eine internationale Jugendherberge umgewandelt und danach in eine Schule, die stark geprägt war von den reformpädagogischen Landerziehungsheimen in Deutschland. 1975 übergab das Ehepaar Krüger La Coûme an eine gemeinnützige Stiftung, die Fondation Krüger, die auch weiterhin Trägerin der Schule ist.

## Yvès Krüger
Es wird in dem nachfolgenden Artikel meist von Pitt Krüger die Rede sein, weil die vorliegenden Dokumente überwiegend ihn in den Mittelpunkt stellen. Die wichtige Rolle, die Yvès Krüger nicht nur „als Frau an seiner Seite“ gespielt hat, wird in der Regel nur angedeutet. Selbst auf der Webseite des „exil-archivs“, das ausführlich die Lebensdaten von Pitt Krüger referiert, kommt Yvès nur als „eine aus Genf gebürtige Französin“ vor. Gerade, weil die pädagogischen Vorstellungen des Ehepaars Krüger denen der Bondy-Schulen so ähnlich sind, fällt auf, wie sehr reformpädagogische Konzepte oft als „Werke großer Männer“ dargestellt und die Beiträge der Ehefrauen oder Partnerinnen, hier Yvès Krüger und Gertrud Bondy, vernachlässigt werden. Deshalb vorab einige Lebensdaten zu Yvès Krüger.
Henriette Fustier (genannt Yvès) wurde am 9. November 1903 in Yvoire im französischen Département Haute-Savoie geboren. Als sie noch ein kleines Kind war, starben ihre Eltern bei einem Autounfall. Yvès und ihr Bruder kamen danach in ein Waisenhaus in Genf.
Nach dem Studium arbeitete Yvès Fustier zunächst als Sekretärin, bevor sie dann als Französischlehrerin an die Freie Schul- und Werkgemeinschaft Letzlingen ging. 1928/1929 lernte sie Pitt Krüger kennen, den sie am 17. Mai 1929 heiratete.
Mit dem Hinweis auf ihren Todestag, den 13. Januar 1988, und Prades als Ort ihres Todes erschöpfen sich die direkten Hinweise auf Yvès Krüger. In der Darstellung der Geschichte von La Coûme spielt sie fortan eher eine Nebenrolle. Doch spätestens ihre Rolle nach der Verhaftung Pitt Krügers durch die französische Miliz und dessen Auslieferung an die Gestapo im Jahre 1944 zeigt, dass die Fokussierung auf Pitt Krüger ein recht einseitiges Bild ergibt.

## Pitt Krügers Leben vor seiner Emigration
Pitt Krüger, geboren am 9. Juni 1904 in Köln-Ehrenfeld, gestorben am 26. August 1989 in Prades, war ein Arbeiterkind, „was bedeutete, daß er in der Schule hinten sitzen mußte: Die vorderen Reihen blieben den Bürgersöhnen vorbehalten. Doch Pitt Krüger robbte sich nach vorne. Er bestand die Prüfung fürs Gymnasium und fand besonderen Gefallen an der französischen Sprache. Mit vierzehn Jahren sprach er sie bereits so gut, daß er nach dem Kriegsende 1919 für französische Lastwagenfahrer, die sich vor dem Kölner Dom trafen, dolmetschte und sich so sein Taschengeld verdiente.“
Von 1920 bis 1924 besuchte er das Lehrerseminar in Brühl bei Köln. Während dieser Zeit war er in der Jugendbewegung aktiv. 1925 wurde er Lehrer an einer Privatschule, dem Landschulheim in Ruppichteroth, Ende 1926 an einer Privatschule in Potsdam. In diesen Jahren intensivierten sich seine Beziehungen zur Reformpädagogik und zur Landerziehungsheimbewegung. „Insbesondere Paul Geheeb, Minna Specht, Utz (Breitenbrunn am Ammersee) und Uffrecht zählt Krüger zu seinen Vorbildern.“ In seinem Brief an eine Quäker-Freundin schreibt Krüger, dass diese Pädagogen – hinzu kommt noch Maria Montessori – nicht nur für ihn von Bedeutung waren, sondern ebenso für seine Frau, die dank ihrer Tätigkeit an der Freien Schul- und Werkgemeinschaft Letzlingen auch über die größere reformpädagogische Praxis verfügt habe.

Mit dem Wechsel nach Potsdam (Krüger spricht von Berlin) begann auch sein Engagement in der Arbeiterjugend. Feidel-Mertz verweist auf seine dort geleistete Kulturarbeit: 

„Er führte Poesiekurse durch, übte einen Gesangverein ein und spielte kleinere Theaterstücke. Für die Arbeiterjugendlichen aus den Berliner Vorstädten war er in Fragen der Sexualaufklärung, worüber die Jugendlichen mit ihren Eltern nicht zu sprechen wagten, ein vertrauenswürdiger Berater.“

Krüger selbst umreißt die Hauptgebiete seines Engagements mit „Kulturarbeit – Pazifismus – Völkerverständigung usw.“ und erwähnt im gleichen Atemzug: „Habe dort meine Frau kennengelernt (eine Französin).“ Er wurde zu der Zeit auch Schriftführer der „Arbeitsgemeinschaft sozialdemokratischer Lehrer und Lehrerinnen (AsL)“ im Bezirk Brandenburg und erhielt 1928 eine Anstellung im öffentlichen Schuldienst. Begünstigt durch die Ehe mit einer Französin, entstehen in der Folgezeit sowohl private als auch offizielle Verbindungen zu Frankreich, denn im Auftrag der AsL hatte Krüger in den Folgejahren häufig in Paris zu tun. Für die Nazis wird er dadurch kurze Zeit später zum „Franzosen-Krüger“, der durch seine Sympathien für Frankreich das Wohl der deutschen Nation negiere.

1930 schloss sich Krüger den Quäkern an, und 1931 wandte er sich mit dem Artikel Turnspiel oder Kasernenhofdrill in der „Potsdamer Volkszeitung“ gegen den militärischen Drill im Unterricht eines nationalsozialistischen Kollegen. Diese Ereignisse und ihre Folgen beschreibt Krüger wie folgt: 

„In diesen Jahren habe ich auch den Pfarrer Sonnenschein und seine Studentenarbeit und den Quäker Corder Catchpool kennen und schätzen gelernt. Aus dem wenigen bis jetzt Gesagten geht schon hervor, daß ich den Genossen Goebbels’, die damals schon anfingen (30-31) sich unangenehm bemerkbar zu machen, ein Dorn im Auge war. In unserem Lehrerkollegium (16 Lehrer) waren die Rauf- und Saufbolde (das gab es auch) Nazis – da ich mit meiner Meinung nicht zurückhielt, auch nicht öffentlich – war ich im März 1933 der erste Lehrer (festangestellt) der in Brandenburg aus der Schule ‚gejagt‘ wurde.“

An jenem 10. März 1933 wird Pitt Krüger von der Gestapo direkt aus dem Unterricht herausgeholt und mit Berufsverbot belegt. Die Krügers verlieren ihre Dienstwohnung und müssen, da sie über keinerlei Ausreisepapiere verfügen, in den Wäldern um Potsdam kampieren. Pitt, Yvès und ihre zweijährige Tochter Jamine leben 13 Wochen in einem Zelt, mussten aus Sicherheitsgründen auch oft ihren Standort wechseln. Von einem Polizisten, dessen Sohn Krüger früher unterrichtet hatte, erfuhr er, dass er polizeilich gesucht wurde. „Dieser Polizist verhalf ihm außerdem noch zu einem gültigen Paß.“
Die Zuspitzung der politischen Situation und die Verschlechterung des Wetters ließen nur noch die Emigration als Ausweg zu. Die Überlegungen dazu reiften in der Zusammenarbeit mit den befreundeten Quäkern und führten dazu, dass im Oktober 1933 zuerst Pitt Krüger über die Schweiz nach Perpignan emigrierte. Die Familie folgte einen Monat später.

## Zwischen Flüchtlingshilfe und Resistance
„Pitt Krüger wollte nie weiter als bis in die Pyrenäen, aber auch nie wieder zurück nach Deutschland gehen. Dabei hat für ihn alles so ähnlich begonnen, wie für viele andere deutsche Antifaschisten auch, für die die Pyrenäen damals nur eine beschwerliche Hürde auf ihrer Flucht ins weit entfernte Amerika bedeuteten.“

### Die Anfänge vonLa Coûme
Während des Campierens in den brandenburgischen Wäldern im Herbst 1933 hatte der schon erwähnte Quäker Corder Catchpool Krüger mit zwei weiteren englischen Quäkerinnen, Edit Pye und Hilda Clark, bekannt gemacht, die ein Hilfswerk für deutsche Flüchtlinge organisieren wollten: 

„Der Gedanke war, die Jüngeren aus den Städten (Paris + Lyon etc.) auf dem Lande umzuschulen und dann in der Landwirtschaft unterzubringen. Die franz. Regierung hätte dazu die Aufenthaltsgenehmigungen (wichtig) erteilt. In Frankreich machte sich die Krise nach 1929 erst richtig bemerkbar. Die engl. Quäker haben mich also beauftragt, hier im Süden zw. Perpignan und der span. Grenze ein geeignetes Grundstück ausfindig zu machen. Warum gerade hier? Weil viele Güter in den Bergen verlassen waren, also billig – und weil hier eine Gruppe von sehr hilfsbereiten Menschen (u. a. eine Verwandte von Alfons Paquet) vorhanden war.“

Noch bevor die Familie nachgereist kam, hatte Pitt Krüger für dieses Projekt La Coûme gefunden: 

„60 km von Perpignan, 15 km von Prades, 2 km vom nächsten Dorf Mosset entfernt, ist diese in 800 m Höhe im Mittelgebirge gelegene Ruine von endlosem Gelände umgeben, und Pitt Krüger gewinnt dort das Gefühl, im Falle einer deutsch-französischen Auseinandersetzung mit seiner Familie in Sicherheit leben zu können.“

Was Krüger gefunden hatte, war jedoch eine unbewohnbare und seit 18 Jahren verlassene Ruine, weshalb die Familie zunächst in Mosset wohnen blieb. Fünf bis sechs Monate habe es gedauert, so Krüger, bis das winzige Wohnhaus und die Ställe bewohnbar gewesen seien. „Die grosszügige Hilfsbereitschaft der Dorfbewohner stärkte die beiden Grossstädter dann, in ihrer unvermeidlichen Verwandlung vom Lehrer zum Bauern durchzuhalten.“ Hilfe kam zudem aus England. Schon im Sommer 1934 reisten Jugendliche an, die bei der Feldarbeit und dem Wegebau halfen. Daraus entwickelte sich die nur durch den Zweiten Weltkrieg unterbrochene Tradition der sommerlichen Work-Camps.

Was jedoch nicht gelang, war, das eigentliche Projektziel zu verwirklichen, nämlich über die Farm jungen deutschen Flüchtlingen eine Perspektive in der Landwirtschaft zu bieten. An dem Punkt zeigten sich schnell die Grenzen des von den Quäkern initiierten Projekts, denn dessen Adressaten waren weder willens noch geeignet für die Landarbeit: 

„Es waren viele Intellektuelle, Büromenschen darunter, oder hochqualifizierte Spezialarbeiter, die ganz offen sagten: ‚Lieber auf einem großen Boulevard in der Stadt hungern, als sich hier in der schönen Natur satt essen!‘ Viele sind nur 4-6 Monate geblieben, ein einziger 2 Jahre. Keine Elektrizität, also kein Radio, das Dorf 260 Einwohner 2 km – die Kleinstadt 17 km – Perpignan 60 km entfernt. Das Leben war hart, sehr hart.“

Für Krüger war dieser „Umerziehungsversuch“ gescheitert und musste 1936, nachdem auch die Mittel der Quäker für diese Hilfsaktion erschöpft waren, eingestellt werden. Das Scheitern dieses Projekts ist jedoch kein Einzelfall, und es gibt Parallelen zu einem ähnlichen Versuch in den USA, der Ende der 1930er Jahre ebenfalls als Misserfolg endete. Ingrid Warburg Spinelli berichtet in ihrem Buch Erinnerungen. Die Dringlichkeit des Mitleids und die Einsamkeit, nein zu sagen. davon: 

„Ich habe in diesen Iahren aber auch andere Formen von Hilfsaktionen miterlebt, die nicht immer zu den erhofften Ergebnissen führten. Im Rahmen der Tätigkeiten des »International Refugee Committee« gab es Bemühungen, junge deutsche Juden statt nach Israel auch in andere Länder zu schicken, damit sie lernten, in der Landwirtschaft zu arbeiten. Curt Bondy leitete eine Ausbildungsgruppe, in der diese jungen Menschen auf eine Gemeinschaftssiedlung vorbereitet wurden. Schließlich kamen sie nach Amerika, und ich fuhr zu meinem Freund, William Thalhimer, den ich durch
die Arbeit im »Joint« kannte, um ihm von unserem Plan zu erzählen, diese »Refugees« zu verteilen und in neue Berufe zu bringen.“

Das Projekt kam mit Thalhimers Unterstützung und in Zusammenarbeit mit Curt Bondy in der Nähe von Richmond (Virginia) zustande. Aber ein Erfolg wurde es nicht: „Das Experiment scheiterte an der ungenügenden Vorbereitung der Jugendlichen, die nicht die Geduld hatten, selbst einen funktionierenden landwirtschaftlichen Betrieb aufzubauen. Sie hatten wenig gemeinsam und wollten fast alle schnell verdienen, wohl auch um Eltern und Geschwistern in Europa zu helfen. So landeten sie in Berufen, die sich ihnen leichter auftaten. Viele beschäftigte Thalhimer selbst in seinem großen Warenhaus.“

### Neustart alsAuberge de Jeunesse
Die Krügers führten fortan La Coûme in eigener Regie weiter und machten daraus eine internationale Jugendherberge. Es war die erste Jugendherberge Frankreichs südlich der Loire. Unterstützung kam diesmal „von den fortschrittlichen Lehrern und der französischen Volksschullehrergewerkschaft (SNI)“, die den französischen Sozialisten nahestand. La Coûme wurde Teil des mouvement des auberges de jeunesse und zählte bald Menschen aus den unterschiedlichsten Schichten der Gesellschaft und aus vielen Ländern zu ihren Gästen. In seinem Artikel La Coûme: Schule hinter den sieben Bergen zitiert Gerhard Trapp Pitt Krüger dazu wie folgt: 

„Hierzu muß man wissen, daß die Jugendherbergsbewegung in Frankreich von sozialistischen Volksschullehrern getragen wurde und in ihrem Impetus vergleichbar ist mit unserer Jugendbewegung des beginnenden Jahrhunderts. Im Sommer richteten wir Arbeitslager ein, zu denen englische junge Quäker kamen, unter ihnen der spätere Finanz- und Verteidigungsminister Denis Healey, ein Freund unserer Schule bis heute. Natürlich verdienten wir nichts, konnten uns durch den eigenen Anbau von Nahrungsmitteln gerade so durchschlagen. Etwas besser ging es dann ab 1936 mit der Herberge, als durch die front populaire die Arbeitnehmer in Frankreich zum erstenmal einen bezahlten Urlaub bekamen und so unsere Gäste mehr wurden. Es kam damals auch der später berühmt gewordene Philosoph Merleau-Ponty. 1938 konnten wir uns mit Hilfe einer englischen Spende das erste Auto zulegen, mußten dann nicht mehr mit dem Rad zum Einkaufen nach Prades hinunter.“

Dieser Internationalismus fand ein jähes Ende mit der französischen Mobilmachung am 3. September 1939. An diesem Tag beherbergte La Coûme Gäste aus neun verschiedenen Nationen, denen die Krügers den weiteren Aufenthalt untersagen mussten: 

„Der Landrat aus Prades hatte mich aufgefordert, diese Menschen so schnell wie möglich heimzuschicken – 2 Engländer sind über Portugal, eine Irländerin sogar über die Türkei heimgekehrt. Wir haben ein kurzes Schweigen gemeinsam gehabt – wir haben die 9. Symphonie von Beethoven gehört (Platten) und dann habe ich nur gesagt: ‚Freunde – von jetzt ab sollen wir Feinde sein.‘ Wir haben uns unserer Tränen nicht geschämt. Mehrere von ihnen sind heute noch in Verbindung mit uns.“

### ZwischenRetiradaundRésistance
Mit dem Sieg Francos im Spanischen Bürgerkrieg beginnt die Retirada, der Exodus tausender Republikaner aus Spanien. Sie fliehen über die Pyrenäen und suchen Zuflucht im Süden Frankreichs. Was das bedeutet, beschreibt Pitt Krüger am Beispiel des Département Pyrénées-Orientales, zu dem La Coûme gehört: Dieses Département hatte im Sommer 1939 280.000 Einwohner. Im September 1939 musste es etwa 300.000 Flüchtlinge versorgen.

Im September 1939 meldeten sich bei den Krügers erneut die beiden Quäkerinnen Edit Pye und Hilda Clark. Sie versuchten nun, den spanischen Flüchtlingen zu helfen und baten die Krügers um Unterstützung. „Und da wir in den vergangenen 6 Jahren eine Menge guter Beziehungen hatten, gelang es uns innerhalb von 6 Wochen in Perpignan ein Hilfswerk erst für Mütter mit Kleinkindern, werdende Mütter aufzubauen und etwas später etwas für die größeren Kinder zu tun.“ Auf La Coûme finden 12 Zuflucht: 

„Flüchtlingskinder, die wir aus den schrecklich verlausten Auffanglagern herausgeholt haben […]. Die Kinder waren verwahrlost, verhungert – Analphabeten – kleine wilde Tiere nach dem Schrecken des 3jährigen Bürgerkrieges und der Flucht, die oft Monate gedauert hat, zwischen 3 und 14 Jahren, zur Hälfte Knaben. Sie mußten erst mal notdürftig gekleidet werden und vor allem von Ungeziefer und Hautkrankheiten befreit werden (das hat 2 Jahre gedauert).“

Not und Elend als Ansporn: Pitt und Ivès Krüger besinnen sich in dieser Situation auf die Reformpädagogik, die sie in ihren Berliner Jahren kennengelernt hatten und die Yvès auch praktiziert hatte. La Coûme wird zu einer Einrichtung, in der Kinder, Jugendliche und Erwachsene gemeinsam leben, arbeiten und lernen. Vorrang hatte die existenzielle Sicherung, die Arbeit am Haus, auf dem Hof, die Selbstversorgung, doch: 

„Wenn das Wesentliche im Haus u. Garten geschaffen war, oder schlechtes Wetter, dann war Unterricht. Alle wollten lesen und schreiben lernen. Das Material dazu, Papier, Hefte, Schreib- und Zeichenmaterial ist uns von der Lehrerschaft großzügig in Mengen geschenkt worden. […] Hinzu kommt, daß man mir als ‚Kollegen‘ helfen wollte. Die gleiche Solidarität haben diese jungen Menschen, vor allem Arbeiter, während des ganzen Krieges auf dem Gebiet der Kleiderbeschaffung für die Kinder getan.“

In dem schon zitierten Artikel auf ZEIT ONLINE aus dem Jahre 1985 heißt es, dass die Krügers durch ihre Arbeit mit den spanischen Waisenkindern zu dem Schulmodell gefunden hätten, das sie schon immer im Sinn hatten und das heute noch prächtig gedeiht. Sechs Jahre zuvor, in seinem Brief an eine Quäker-Freundin, hat Krüger das so ausgedrückt: 

„In dieser ‚heroischen‘ Zeit – in den Jahren 40-44 − haben wir das Wesentliche unserer heute noch geltenden Prinzipien ausgearbeitet., d. h. alles was wir selber tun können, in kleinen Arbeitsgruppen auszuführen. Und das kann sehr weit gehen, wenn man nur Geduld hat. Wir haben bis heute noch kein bezahltes Personal – außer einem Gärtner – denn bei meinem Alter (75) und den Kriegsfolgen kann ich leider keine praktische Arbeit mehr tun.“

Zu den spanischen Waisenkindern kamen französische Flüchtlingskinder aus Nordfrankreich hinzu. Finanzielle Unterstützung leisteten die Quäker und andere Hilfsorganisationen. Und Hilfe kam trotz aller Erschwernisse auch noch aus Deutschland: „Lebensmittel- und Kleiderpakete schickten die Frankfurter Quäker 1940 auch nach Perpignan in Südfrankreich.“ Doch die Hauptlast in den frühen 1940er Jahren lag auf den Krügers: Pitt, Yvès und der inzwischen zwölfjährigen Tochter Jamine, die ebenso in die Arbeit eingebunden war. Dann kamen junge Menschen von außerhalb hinzu, Freiwillige, die sich für ein paar Monate oder auch für ein bis zwei Jahre auf La Coûme engagierten. Die Krügers veranlasste das, ein weiteres Prinzip festzuschreiben, das über Jahrzehnte Gültigkeit behielt: Es gab kein Gehalt. Alles Geld, das erwirtschaftet werden konnte, floss in einen Fond. Wenn jemand etwas brauchte, wurde es aus diesem Fond bezahlt.
Die sich in Richtung Landschulheim hin entwickelnde La Coûme blieb nach dem Ende des Spanischen Bürgerkriegs von der sich verändernden politischen Situation in Europa und der deutschen Besetzung Frankreichs nicht verschont. Krüger schreibt über die davon ausgehenden Einwirkungen auf den Alltag in seinem Brief an eine Quäker-Freundin nichts, erwähnt nur seine Verhaftung durch die Gestapo am 1. Juni 1944 und geht dann auf deren Folgen für ihn ein. Feidel-Mertz und seine Tochter Jamine berichten jedoch übereinstimmend, dass die Krügers damals ihr Anwesen der französischen Résistance zur Verfügung gestellt hätten. Dadurch sei es möglich gewesen, viele Personen vor der deutschen Wehrmacht und Gestapo über die Grenze nach Spanien in Sicherheit zu schaffen. Zugleich wurde Pitt Krüger selber von der Résistance und von der einheimischen Bevölkerung über die ersten fünf Kriegsjahre hinweg gedeckt und geschützt – bis zu seinem Verrat durch den frankistischen spanischen Dorfpfarrer von Mosset.

## Pitt Krügers Odyssee im letzten Kriegsjahr und den Jahren danach
In Mosset wurde der katholische Pfarrer zu Krügers Verhängnis. Dieser war vor den spanischen Anarchisten nach Frankreich geflohen und verübelte es Krüger, dass bei ihm wohnende spanische Kinder nicht am Katechismus-Unterricht teilnehmen wollten. Dafür gab es einen guten Grund: Unter den Kindern waren vier Geschwister, die mit angesehen hatten, wie ein Priester in Teruel vom Kirchturm herab ihre Eltern erschossen hatte.
Der Priester verriet Krüger, und am 1. Juni 1944 wurde er durch die französische Miliz verhaftet und zunächst ins Gestapo-Hauptquartier in Perpignan gebracht. Am Nachmittag dieses Tages beginnt das, was Jamine Noack bezeichnet als „die zweite Odyssee des Pitt Krüger; diemal rückwärts: über Deutschland, Polen und die damalige Tschechoslowakei bis nach Russland“.
Pitt Krüger streift die Stationen dieser Odyssee in seinem Brief an eine Quäker-Freundin nur kurz, obwohl sie den Martyrien der antiken Tragödie kaum nachstehen dürften. Von Perpignan aus kam er über Paris, Saarbrücken, wo er im Gestapo-Lager Neue Bremm einsass, Frankfurt am Main und Halle „ins Gestapogefängnis von Potsdam – wenige Schritte von der Schule entfernt, in der Krüger einst unterrichtet hatte. Hier sollte er abgeurteilt werden. Aber da inzwischen die Resistance das Gestapo-Archiv von Perpignan verbrannt hatte, lag keine Anklageschrift gegen Krüger vor. Er selber tat so, als sei alles nur ein Irrtum und wurde tatsächlich entlassen – aber zur Wehrmacht. Die steckte ihn in eine Kaserne und in den Volkssturm.“ Sein Einsatzort war das bereits von der Sowjetarmee umzingelte Berlin. Er überzeugte die anderen Mitglieder seiner Volkssturmgruppe davon, sich sofort den Sowjets zu ergeben, was allerdings fatale Folgen nach sich zog: Krüger wurde als russischer Kriegsgefangener über Prag und Posen in ein Arbeitslager bei Leningrad gebracht, wo er drei Jahre lang festgehalten wurde.

Der schwerkranke Krüger wurde dann am 17. November 1947 vom Roten Kreuz nach Deutschland zurückgebracht. Er landete am 5. Dezember 1947 in Göttingen und begab sich von da aus zu seinem Vater in Köln: 

„Weihnachten 1947 wieder in Köln bei meinem noch lebenden Vater gelandet, 80 % arbeitsunfähig, auf Krücke, zwei Beinverletzungen, Gewicht 96 Pf. in einer abgeschabten Russenuniform. Ein groteskes Bild, Anfang 1948 im Russenmantel von Behörde zu Behörde humpelnd, um Lebensmittelkarten und Bekleidung bettelnd – Lebensmittel ja – aber keine Bekleidung – mein armer Vater zweimal ausgebombt, hatte nur das Allernötigste; erfuhr nach 14 Tagen die Existenz einer ‚Quäkerbotschaft‘ in Marienburg, wo ich einige bekannte Quäker aus den 30er Jahren wiedersah (die mich natürlich erstmal einkleideten).“

Auf Bitten des Quäkers Henry van Etten unterstützt Pitt Krüger ein Hilfswerk für gefährdete Jugendliche auf Schloss Ardeck in Gau-Algesheim und betreibt parallel dazu den Kampf um gültige Papiere und insbesondere um Einreisepapiere nach Frankreich. Im August 1948 kann er endlich nach Paris reisen, wo er von seiner Frau erwartet wird und von wo aus sie dann nach La Coûme heimkehren.

## Yvès Krügers Neustart vonLa Coûme
In La Coûme hatte sich in der Zwischenzeit einiges verändert. Unmittelbar nach Pitt Krügers Verhaftung, war auch Yvès gezwungen, mit ihren beiden Töchtern unterzutauchen, denn sie waren deutsche Staatsbürger. Sie blieben jedoch in der umliegenden Gegend und mussten so am 2. September 1945 miterleben, dass La Coûme, nachdem 1940 bereits ein Erdrutsch eine Hausfront eingedrückt hatte, fast völlig abbrannte. Aber Yvès bekam Unterstützung vom Service Civil International, und so konnte das Gebäude innerhalb von 18 Monaten wieder aufgebaut werden. Ein kleines Elektrizitätswerk konnte zusätzlich errichtet werden.

Auch inhaltlich und pädagogisch ergaben sich einschneidende Veränderungen. Yvès konnte einen Kreis junger Lehrer und anderer Freiwilliger um sich scharen, mit deren Hilfe es ihr gelang, La Coûme in ein funktionierendes Landschulheim umzuwandeln. Es sollten fortschrittliche Erziehungsmethoden in größerem Rahmen ausgeübt werden, die 50 benachteiligten Kindern, die ohn Ansehen von Herkunft, Hautfarbe oder Religion aufgenommen worden waren, zugutekommen sollten. Und so stellte Pitt Krüger bei seiner Heimkehr 1948 fest: 

„Auch war das Gemeinschaftsleben total verändert, bei Beibehaltung der Grundprinzipien war eine richtige Schule entstanden, meine Frau von einem Team von vier jungen Lehrern umgeben […] 30 Schüler, 6-16/17 Jahre, von der ersten Grundschulklasse bis Abitur. Die franz. Kinder aus der Kriegszeit waren inzwischen heimgekehrt oder in Familien aufgenommen; von den spanischen waren noch zwei da.“

Zu den zitierten Grundprinzipien gehörte, dass weiterhin auch Kinder aus sehr schwierigen Familienverhältnissen in La Coûme eine Heimstatt fanden, und dass sehr viele Kinder aus den ehemaligen französischen Kolonien hier eine Ausbildung erhielten. Hautfarben und Nationalitäten waren breit gestreut, und 1962 schickte gar der Dalai Lama 20 tibetische Kinder nach La Coûme, das seit Ende der 1940er Jahre verwaltungsmäßig eine öffentliche Schule ist, die den Gesetzen und Vorschriften des französischen Staates unterliegt. Auf einige weitere Besonderheiten weist Krüger in seinem Brief an eine Quäker-Freundin (S. 182–183) hin:
- Seit Mitte der 1950er Jahre gibt es die „Schneeklassen“: Jedes Jahr, vom 15. Januar bis zum 15. März, verbringen Lehrer und Schüler zwei Monate im Hochgebirge. Sie leben in auf 1600 Metern Höhe selbst aufgebauten Holzbaracken.
- Alle zwei Jahre finden vierwöchige Studienreisen statt, für die sich die Schülerinnen und Schüler den Teilnehmerbeitrag selbst erarbeiten müssen, indem sie bei der Weinlese helfen.[45]
- Viel Wert wurde auf Musik gelegt, deren Bedeutung noch durch persönliche Bekanntschaften vertieft wurde: „Zu unseren persönlichen Freunden gehören(-ten) Pablo Casals, Wilhelm Kempff, Karl Engel, Menuhin und Igor Markevitch, die (außer Casals) uns ihre Kinder als Schüler anvertraut hatten. Markowitch hat uns einen schönen Blüthnerflügel in Dresden bauen lassen, ein Schweizer Freund hat uns ein Cembalo geschenkt, es fehlte uns ein zweites Klavier zum Üben für unsere recht zahlreichen Anfänger. Der spanische Guitarrist N Yepes, dessen Kinder 5 Jahre hier waren, hat uns eine herrliche spanische Guitarre und eine Barocklaute gelassen. Und mit der Zeit haben sich auch eine Menge Blockflöten eingefunden. So können wir unsere Feste […] immer mit schöner Musik einleiten. Übrigens haben wir jeden Sonntag eine Stunde der Einheit – früher hieß es: Morgenansprache, in der wir alle schweigend im Kreise sitzen und klassische Musik hören – allerdings von Platte oder Band […]. Zum Abschluß dieser Stunde wird nur einfach ein Satz, ein Gedanke eines Dichters oder DEnkers zitiert, der den Größeren in der Woche zum Leitfaden dienen soll.“

Dreiundzwanzig Jahre nach Pitt Krügers Brief an eine Quäker-Freundin, 2002, zieht seine Tochter Jamine, das Mädchen, das einst von Werner Thalheim beschrieben wurde „als Wildfang, das mich an ein Raubtier erinnert“, eine Bilanz über das Lebenswerk ihrer Eltern und der durch den Zweiten Weltkrieg und die ersten Nachkriegsjahre erzwungenen Neuausrichtung von La Coûme: 

„Über 50 Jahre bewährte sich l'Equipe, das vierköpfige Team um Yvès Krüger, in enger Zusammenarbeit mit der Education Nationale in ihrer pädagogischen Arbeit und in den oft schweren Alltagssituationen einer Internatsführung, und nachdem viele Jahre zuvor die Quäkerinnen Pye und Clark dem Ehepaar Krüger für ihren unermüdlichen sozialen Einsatz und ihre pädagogischen Leistungen das 75 ha grosse Gelände sowie die zahlreichen Gebäude der Coûme vermacht hatten, entschieden sich die Krügers 1973 dazu, dieses Vermächtnis weiterzugeben, und zwar in Form einer staatlichen Stiftung und in der Absicht, dass dieser Ort nach ihrem Tode weiterhin dem sozialen Engagement und der Kindererziehung dienen möge.“

La Coume ist auch weiterhin ein Ort der Begegnung und der kulturellen Offenenheit.